# Carlo Avondo
Carlo Avondo (Novara, 3 novembre 1807 – Torino, 5 gennaio 1881) è stato un politico italiano.

## Biografia
Fu deputato del Regno di Sardegna in quattro differenti legislature. Era il padre di Vittorio Avondo.